# 我老婆

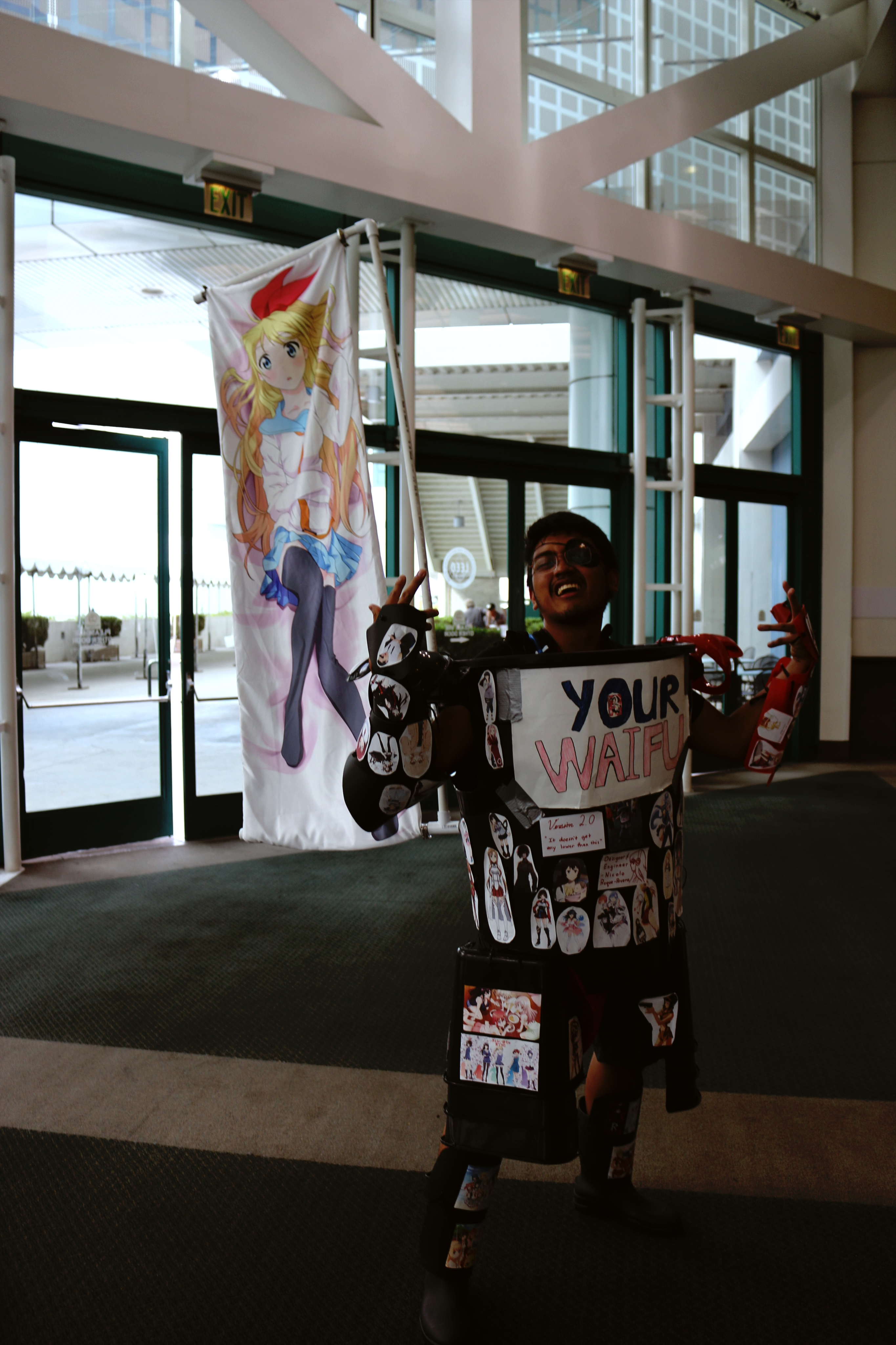
Anime Expo 2016的Cosplayer为“我老婆”（waifu）《伪恋》桐崎千棘打扮成垃圾桶

我老婆（日语：／）主要是男性用于形容理想女性（含虚构角色）的词语，多在日本动画、漫画、电视游戏等爱好者之间使用，包括商业场景。

## 概要
《光是知道就羞耻 现代御宅用语的基础知识》将其定义为“主要针对虚拟角色的爱情表现”。也有女性以此形容男性角色（或喜欢的女性角色），二次元角色之间亦有使用，甚至有人用来形容艺人等真实人物、汽车等非生物，并衍生出“我妹妹”“我女儿”等众多词汇。已婚男性有时会称自己妻子为“现实老婆”，以区分二次元的“我老婆”。
美少女文庫出版过三日月红月的“＊＊是我老婆!?”系列。鷲宮町商工会曾开展《幸运☆星》相关振兴活动，在“‘萌川柳☆狂歌’比赛”中，调侃“我老婆”的狂歌获得最优秀作品（最萌赏）。
西方世界有俚语“waifu”和“mai waifu”代指相同概念，即将“（我的）老婆”的英语“(my) wife”用日式发音写出来。東清彦漫画作品《阿滋漫画大王》动画版中，登场角色木村老师曾指着自己妻子照片说“my wife”，一般认为此后该词开始流传。对于男性角色，可使用源自“丈夫”英语“husband”的俚语“husbando”。